# Russian Spies / Occult Enemies
"Russian Spies / Occult Enemies" is een single van de Amerikaanse punkband Against Me! Het werd als 7" vinyl uitgegeven op 14 juni 2011 via Sabot Productions. De single staat op zichzelf hoort niet bij een album.

## Nummers
Kant A
1. "Russian Spies" - 2:37

Kant B
1. "Occult Enemies" - 2:37

## Band
- Laura Jane Grace - gitaar, zang
- James Bowman - gitaar, achtergrondzang
- Andrew Seward - basgitaar, achtergrondzang
- Jay Weinberg - drums, achtergrondzang